# U-222
U-222 — средняя немецкая подводная лодка типа VIIC времён Второй мировой войны.

## История
Заказ на постройку субмарины был отдан 15 августа 1940 года. Лодка была заложена 16 июня 1941 года на верфи «Германиаверфт» в Киле под строительным номером 652, спущена на воду 28 марта 1942 года. Лодка вошла в строй 23 мая 1942 года под командованием оберлейтенанта Ральфа фон Йессена.

### Флотилии
- 23 мая 1942 года — 2 сентября 1942 года — 8-я флотилия (учебная)

### История службы
Лодка не совершала боевых походов. Успехов не достигла.
Затонула 2 сентября 1942 года в Балтийском море к западу от Пиллау, в районе с координатами 54°25′ с. ш. 19°30′ в. д. после столкновения с U-626. 42 человека погибли, 3 члена экипажа спаслись.